# Антифеевка
Антифеевка (укр. Антифіївка) — селение на территории, входящей ныне в состав Киева, которое было расположено поблизости Кирилловской церкви (улицы Кирилловская, Елены Телиги). 
Существовало во второй половине XIX — начале XX века. Название происходит от фамилии сторнового надсмотрщика Антифеева, который позволил городской бедноте застройку, хотя это и не входило в его полномочия.